# L'Arc-en-Ciel
L'Arc-en-Ciel é uma banda de rock japonesa fundada em 1991, na cidade de Osaka. Com mais de 40 milhões de álbuns vendidos, o grupo iniciou suas atividades tendo como base o movimento visual kei. Em uma publicação da revista HMV Japan, de 2003, o L'Arc~en~Ciel foi ranqueado em 58° lugar na lista dos 100 Maiores Artistas Pop do Japão.
o nome da banda foi escolhido depois que um dos integrantes viu um album de City Pop de mesmo nome da cantora japonesa Keiko Utsumi, que foi lançado alguns meses durante da formação da banda.

## História

### 1991-1996: Início de carreira
Em fevereiro de 1991, o baixista tetsuya (então conhecido como TETSU) recrutou o vocalista hyde (então conhecido como HIDE), o guitarrista hiro e o baterista pero. Juntos, eles formaram uma banda e a chamaram de L'Arc-en-Ciel (o arco-íris, em francês) e se apresentaram pela primeira vez no Namba Rockets, para 130 pessoas. Um ano depois, após ganharem popularidade em sua cidade natal Osaka, hiro deixa a banda em 12 de junho de 1992. Tetsuya convence seu amigo ken a abandonar sua universidade e juntar-se a banda como guitarrista e em 25 de novembro, o primeiro single "Floods of Tears/Yasouka" foi lançado. Entretanto, pero deixa o grupo em 30 de dezembro. No ano seguinte, sakura se torna o novo baterista do L'Arc-en-Ciel.
Em 1 de abril de 1993, a banda lança seu álbum de estreia Dune pela gravadora independente, mas bem-conhecida, Danger Crue. O álbum foi um sucesso e ficou na primeira posição da parada indie do Oricon. Isto atrai a atenção de algumas grandes gravadoras. Em 1994, o L'Arc-en-Ciel assina contrato com a Ki/oon Records, uma divisão da Sony Music Japan. Eles lançam o álbum Tierra no mesmo ano. O terceiro álbum, Heavenly, foi lançado em 1995. Em 1996, seu quarto álbum, True, se torna o primeiro a vender mais de um milhão de cópias.Entretanto, o sucesso duraria pouco.

### 1997: Saída de sakura
Em fevereiro de 1997, o baterista sakura foi preso por posse de heroína. Ele saiu oficialmente da banda em 4 de outubro de 1997. Isto levou a banda ao fundo do poço: quando as notícias da prisão de sakura se tornaram públicas, os CDs do grupo foram removidos das prateleiras das lojas. Sua música "The Fourth Avenue Cafe", foi substituída como quarto tema de encerramento do anime Rurouni Kenshin após apenas quatro episódios. Além disso, o lançamento do single "The Fourth Avenue Cafe" foi adiado.Ele só foi lançado em 2006.
Pelos próximos meses, o grupo continuou a aparecer nas revistas como um trio. Os integrantes formaram o "The Zombies", que foi anunciado como uma "banda cópia" e que cantava suas músicas. Eles também fizeram um cover da música "Irresponsible Hate Anthem" do Marilyn Manson. O retorno foi marcado por um show chamado Reincarnation 97 Live in Tokyo Dome. Durante o show, eles também revelaram o novo baterista yukihiro, ex-Zi:Kill e ex-Die in Cries. O show também foi a primeira performance da banda no Tokyo Dome e teve um público de 56.000 pessoas, com os ingressos esgotados em apenas quatro minutos.
Em 1997, "Niji", o primeiro single após a saída de sakura, foi lançado com yukihiro sendo creditado como membro de apoio. Não muito depois deste lançamento, yukihiro se tornou membro oficial do L'Arc-en-Ciel.

### 1998-2000: de volta ao sucesso

Logo oficial do L'Arc~en~Ciel

O single "Winter Fall", que foi lançado em 1998, se tornou o primeiro single da banda a alcançar a primeira posição do Oricon. Em sequência, lançaram o álbum Heart em 25 de fevereiro de 1998. A banda também foi incluída na trilha sonora da versão japonesa e filipina do filme Godzilla com a faixa Lose Control.
Em 1 de julho de 1999, o grupo lança dois álbuns, Ark e Ray, simultaneamente. Os dois álbuns se tornaram os primeiros álbuns japoneses a serem lançados simultaneamente em outros países asiáticos. Ambos os álbuns chegaram no topo do Oricon, com Ark ocupando o primeiro lugar e Ray o segundo, com cada um vendendo mais de duas milhões de cópias. Este lançamento, junto com a "1999 Grand Cross Tour" que reuniu mais de 650.000 pessoas em 12shows, marcaram o ponto mais alto da carreira da banda, comercialmente.
Seu próximo álbum Real, lançado em 30 de agosto de 2000, foi o último álbum de estúdio por um tempo. A música "Stay Away", esteve no jogo DrumMania 4th Mix.

### 2001-2003: hiato e projetos solo
O álbum de compilação Clicked Singles Best 13 foi lançado em 14 de março de 2001. Ele inclui doze músicas escolhidas online pelos fãs da banda. Ele também inclui uma décima-terceira música, "Anemone". Seu álbum Real foi relançado como um Super Audio CD em 4 de julho de 2001. "Spirit Dreams Inside (Another Dream)", o último novo single do L'Arc-en-Ciel antes do hiato, foi lançado em 5 de setembro de 2001. A versão em inglês da faixa-título foi usada como tema de encerramento de Final Fantasy: The Spirits Within.
Após o lançamento de "Spirit Dreams Inside (Another Dream)", a banda entrou em hiato. Durante este período, os integrantes começaram a trabalhar em projetos solo. hyde lançou dois álbum solo (Roentgen e 666) e co-estrelou o filme Moon Child. Ele também interpretou Adam no filme Kagen no Tsuki. ken fundou a banda Sons of All Pussys com o ex-baterista do L'Arc-en-Ciel sakura. tetsuya iniciou sua carreira solo como Tetsu69 e yukihiro formou a banda Acid Android.
Três álbuns de compilação; The Best of L'Arc-en-Ciel 1994–1998, The Best of L'Arc-en-Ciel 1998–2000 e The Best of L'Arc-en-Ciel C/W, foram lançados em 19 de março de 2003. A série de álbuns incluiu todos os singles lançados até então, com exceção de "Spirit Dreams Inside (Another Dream)".

### 2004: Retorno e primeiro show nos EUA
Em junho de 2003, o L'Arc-en-Ciel fez uma série de 7 shows em Tóquio chamada Shibuya Seven Days. Durante este evento, o grupo anunciou um novo álbum que seria lançado no ano seguinte. "Ready Steady Go", o primeiro single da banda em mais de três, foi lançado em fevereiro de 2004. Esta música foi usada como tema de abertura do famoso anime Fullmetal Alchemist. O single chegou ao topo das paradas semanais do Oricon. Além disso, um sample desta música foi usada no jogo Osu! Tatakae! Ouendan de Nintendo DS. O grupo lançou outro single, "Hitomi no Juunin", no começo de março de 2004. Ele foi seguido pelo álbum, Smile, em 31 de março. Mais tarde, em 2 de junho, o single "Jiyuu e no Shoutai" foi o primeiro a ter uma música do P'unk-en-Ciel.
Em 31 de julho de 2004, o L'Arc-en-Ciel fez sua estreia na América do Norte na convenção de anime Otakon. Aproximadamente 12.000 pessoas estiveram no show, que aconteceu na 1st Mariner Arena. Eles foram a primeira banda japonesa a tocar no local. Em 31 de maio de 2005, a Tofu Records, a gravadora da Sony Music Japan nos Estados Unidos, lançou o DVD do show na Otakon. Em 25 de junho de 2007, o L'Arc-en-Ciel assinou contrato com a HMV America.

### 2005-2006: turnê asiática e projetos solo
Em 2005, a banda lançou vários singles, incluindo "Killing Me", "New World" e "Jojoushi". Os três foram compilados no álbum Awake, que foi lançado em 22 de junho de 2005. Ele possui doze faixas, incluindo "Lost Heaven", o tema de encerramento de Fullmetal Alchemist the Movie: Conqueror of Shamballa. Outro single da banda, "Link", foi lançado em 20 de julho de 2005. Esta música também está no filme como tema de abertura, e foi incluída no álbum seguinte, Kiss.
Em agosto de 2005, a banda entrou em uma turnê nacional para promover o álbum Awake. Ela foi seguida por outra turnê chamada Asia Live 2005, com a banda tocando em Seul e Xangai e encerrando no Tokyo Dome.
Após as duas turnês, os integrantes do L'Arc-en-Ciel focaram em seus projetos solo. tetsuya começou a gravar com Morrie, vocalista do Dead End, Morrie para seu projeto solo Creature Creature. yukihiro lançou o single "Let's Dance" com o Acid Android em 5 de abril de 2006. O Acid Android se juntou ao Mucc para dois shows em Xangai em abril de 2006.
hyde compôs "Glamorous Sky", a música tema da adaptação cinematográfica do mangá Nana. A música foi cantada pela cantora Mika Nakashima, foi a primeira vez que hyde compôs algo para outro vocalista. Além disso, seu álbum solo, Faith, foi lançado em 26 de abril de 2006. hyde também entrou em uma turnê de cinco meses pelo Japão para promover seu álbum. Após assinar com a Tofu Records, eles fez quatro pequenos shows nos Estados Unidos em julho de 2006. Em 23 de agosto de 2006, ken lançou o single solo "Speed".

### 2006-2008: 15° Aniversário e estreia na Europa
Em 25 e 26 de novembro de 2006, o L'Arc-en-Ciel fez dois shows no Tokyo Dome para celebrar seu 15° aniversário. Os ingressos para os shows se esgotaram em dois minutos, quebrando o recorde anterior, que também era deles. Uma enquete foi criada no site oficial da banda na qual os fãs escolheriam as músicas que gostariam que fossem tocadas no show. O show foi transmitido pelo canal WOWOW em 23 de dezembro de 2006, e depois pela MTV coreana em 8 de fevereiro de 2007.
O L'Arc-en-Ciel gravou a música "Shine", que foi usada como tema de abertura do anime Moribito: Guardian of the Spirit, da NHK. Na primavera de 2007, o grupo iniciou a turnê Mata Heart ni hi wo Tsukero 2007 no Japão. Eles também lançaram o single "Seventh Heaven" em 30 de maio de 2007, que ficou no topo do Oricon. Sua música "My Heart Draws a Dream", que foi usada em um comercial da Subaru, foi lançada como single em 29 de agosto de 2007. Este single também chegou ao topo do Oricon.
Mais tarde foi gravada a música "Daybreak's Bell", que foi usada como primeiro tema de abertura do anime Mobile Suit Gundam 00. O single da música foi lançado em 10 de outubro de 2007, alcançando o topo do Oricon. De 14 de novembro a 25 de dezembro de 2007, eles lançaram uma edição limitada do single "Hurry Xmas", junto com dois novos DVDs, 15th L'Anniversary Live e Chronicle 3. Seu álbum de estúdio Kiss foi lançado em 21 de novembro de 2007, e estreou na primeira posição no Oricon.
Foi iniciada a turnê Theater of Kiss, que aconteceu de 22 de dezembro de 2007 a 17 de fevereiro de 2008. A música "Drink It Down" foi usada como tema de abertura da versão japonesa do jogo de PS3/Xbox 360 Devil May Cry 4. Ela foi lançada como single em 2 de abril de 2008, e chegou ao topo das paradas da Oricon. A banda entrou em uma turnê, chamada Tour 2008 L'7: Trans Asia via Paris, que foi a várias cidades da Ásia, bem como a Paris, França. Nesta turnê, um hiato de shows até 2011 foi anunciado, apesar de materiais inéditos ainda continuarem a serem lançados. O DVD Tour 2007-2008 Theater of Kiss foi lançado em 27 de agosto de 2008.

### 2009-2010: Hiato de shows
Em 20 de maio de 2009, o L'Arc-en-Ciel lança o DVD Live in Paris. hyde e K.A.Z formam o grupo de hard rock VAMPS e lançam seu primeiro álbum, Vamps, em 10 de junho de 2009.
Em 1 de dezembro de 2009, o L'Arc-en-Ciel anuncia o lançamento do single "Bless" em 27 de janeiro de 2010. Ele foi usado como música tema das transmissões dos Jogos Olímpicos de Inverno de 2010 pela NHK. tetsu anunciou que ele mudaria seu nome de palco para "tetsuya" e lançaria seu primeiro livro. O livro, que alcançou a sexta posição no Talent Book Charts, possui fotos de shows do início da banda e entrevistas com o baixista.
Em 10 de março de 2010, o L'Arc-en-Ciel lançou seu quinto álbum "best of", chamado Quadrinity: Member's Best Selections. Ele contém 4 CDs com 7 faixas por integrante da banda, escolhidas e remasterizadas por cada um deles. A primeira prensagem da compilação também veio com um DVD que inclui um quiz chamado L'Arquiz.

### 2011-2013: 20° aniversário e turnê mundial
Em 1 de janeiro de 2011, o L'Arc-en-Ciel celebrou tanto seu aniversário de 20 anos quanto o ano novo com o show L'A Happy New Year! no Makuhari Messe a meia-noite. Em 10 de fevereiro de 2011, eles lançaram o álbum de compilação Twenity. O álbum consiste de três partes: Twenity 1991-1996, Twenity 1997-1999, e Twenity 2000-2010. Um box chamado Twenity Box foi lançado em 9 de março de 2011. Os álbuns cobrem tudo, dos singles até os trabalhos mais novos.  Twenity 1991-1996 cobre do álbum Dune até o álbum True. Twenity 1997-1999 cobre os lançamentos do single "Niji" até o single "Love Flies". Twenity 2000-2010 cobre os lançamentos do "Neo Universe/Finale" até sua única música de 2010, um cover de "I Love Rock 'n Roll". O box vem com um DVD que cobre os 20 anos de história da banda, um livreto exclusivo, e uma caixa de música que contém aleatoriamente as músicas "Flower", "Anata", "New World" ou "My Heart Draws a Dream".
Mais tarde, foi anunciado que o L'Arc-en-Ciel seria responsável pela música tema de Fullmetal Alchemist: The Sacred Star of Milos, chamada "Good Luck My Way". Esta foi sua quarta contribuição para a franquia Fullmetal Alchemist. O single foi lançado com o selo "L'Anniversary". Para celebrar os 20 anos juntos, o L'Arc-en-Ciel fez o "20th L'Anniversary Concert" no Estádio de Ajinomoto em Tóquio nos dias 28 e 29 de maio de 2011, com cada dia dedicada a uma metade de sua carreira. Todo o valor arrecadado foi doado para as vítimas do Sismo e tsunami de Tohoku de 2011. No fim do show, foi anunciado que haveria uma "L'Anniversary Japan Tour" em 2011, bem como uma turnê mundial em 2012.
Em 12 de outubro, o segundo single "L'Anniversary", "X X X" (Beijo Beijo Beijo), foi lançado. O L'Arc-en-Ciel foi chamado pelos produtores do live action de Wild 7 para ser responsável pela música tema. Chamada "Chase", a música foi lançada como o terceiro single L'Anniversary em 21 de dezembro de 2011.
O L'Arc-en-Ciel então anunciou que lançariam seu décimo segundo álbum de estúdio, e deu aos fãs que compraram o single "Chase" uma prévia dele através de uma transmissão ao vivo via Ustream da banda masterizando o álbum em 26 de dezembro. Eles também anunciaram que sua banda alter ego P'unk-en-Ciel lançaria seu primeiro álbum, chamado P'unk is Not Dead, no mesmo dia. O décimo segundo álbum do  L'Arc-en-Ciel, Butterfly, foi lançado em 8 de fevereiro de 2012. Ele inclui todos os singles a partir de "Drink it Down" e quatro novas músicas.
A turnê mundial passou por Hong Kong em 3 de março, Bangkok em 7 de março, Xangai em 10 de março, Taipei em 17 de março, Nova York em 25 de março, Londres em 11 de abril, Paris em 14 de abril, Cingapura em 28 de abril, Jacarta em 2 de maio, Seul em 5 de maio, Yokohama em 12 e 13 de maio, Osaka em 19 e 20 de maio, Tóquio em 26 e 27 de maio, e Honolulu em 31 de maio. O show em Nova York foi originalmente planejado para ser no The Theater at Madison Square Garden em 23 de março, mas depois foi movido para a arena principal. Fazendo dos integrantes do L'Arc-en-Ciel os primeiros japoneses a tocarem no famoso local. Eles encerraram a turnê voltando para os Estados Unidos, para dois shows em Honolulu nos dias 31 de maio e 1 de junho, o último sendo apenas para os membros do fã clube No primeiro dia, o prefeito de Honolulu Peter Carlisle fez uma aparição surpresa e declarou 31 de maio como o "L’Arc~en~Ciel Day", afirmando que a banda "fez uma grande contribuição para atividades culturais, e construído uma ponte de amizade entre o Havaí e o Japão.

### 2014-presente: retorno ao Estádio Nacional e L'ArCasino
Em 21 e 22 de março, a banda tocou no icônico Estádio Nacional de Tóquio, onde também tocaram e anunciaram o lançamento do novo single, "Everlasting".
Em junho de 2015, a banda anunciou um show de dois dias sob o nome de L'ArCasino, que aconteceria no Umeshima Outdoor Special Stage, em Osaka, nos dias 21 e 22 de setembro. Como fizeram em shows anteriores em Tóquio, eles tocaram um novo single para ser lançado no Natal, "Wing's Flap".
Em dezembro de 2016, o single "Don't be Afraid" foi lançado. A música foi usada como tema principal do filme Resident Evil: O Capítulo Final, e do videogame Resident Evil 7. Para promover o lançamento, a banda gravou um videoclipe em realidade virtual para o PlayStation 4, que mostra os integrantes lutando contra zumbis em local de Racoon City. O videoclipe está disponível na PlayStation Store no Japão.
Em 2019, pela primeira vez a banda disponibilizou 487 de suas músicas em diversas plataformas de streaming como Spotify e Apple Music e etc. Além disso, abriram um Instagram e um canal no YouTube oficiais. Na estreia de seu canal, selecionaram dez videoclipes, "L’Arc-en-Ciel Selected 10", para disponiblizar em seu canal como X X X, Niji, Shinshoku -Lose Control-, entre outros. Além disso, lançaram um vídeo ao vivo por dia de 12 de dezembro até 17 de dezembro.

## P'unk~en~Ciel
O P'unk-en-Ciel (estilizado como P'UNK~EN~CIEL) é um alter ego do L'Arc-en-Ciel. Introduzido em 2004, hyde é o guitarrista, ken o baterista, yukihiro o baixista, enquanto tetsuya é o vocalista. As músicas do P'unk-en-Ciel's são mais pesadas e rápidas com um tom diferente devido aos vocais de tetsuya. hyde usa um tapa-olho de pirata sobre seu olho esquerdo nos shows do P'unk-en-Ciel. Nos shows de 2004, yukihiro usava uma máscara de gás.
Cada integrante tem seu nome escrito em letras maiúsculas ; T.E.Z P'UNK (antes TETSU P'UNK), KEN P'UNK, HYDE P'UNK e YUKI P'UNK. Cada integrante produz uma música de sua escolha, e eles alternam suas produções.
O P'unk-en-Ciel é uma revisitação do D'ark-en-Ciel (estilizado como D'ARK~EN~CIEL), um evento especial que acontecia durante os shows em que sakura ainda o baterista. O único material lançado do D'ark-en-Ciel é o B-side auto-intitulado encontrado no (até então) não lançado single "The Fourth Avenue Cafe". Os integrantes eram; DARK TETSU, HYDE DARK, Suck・D'ark・La e Kën D'Ark.
As músicas do P'unk-en-Ciel são gravados e usadas como B-sides nos singles desde 2004 e seus shows podem ser encontrados nos DVDs ao vivo. Eles também contaram com a participação da personalidade televisiva Sayaka Aoki (chamada P'UNK 青木) na música "Round and Round 2005". Em 8 de fevereiro de 2012, o P'unk-en-Ciel lançou seu primeiro álbum P'unk is Not Dead, que contém as doze músicas que eles lançaram até então.

## Integrantes
- hyde – vocal (1991–presente)
  - Instrumentos ocasionais: guitarra, teclado, gaita
  - Originalmente usava o nome HIDE.
- tetsuya – baixo, backing vocals, líder (1991–presente)
  - Instrumentos ocasionais: teclado
  - Originalmente usava o nome TETSU, então tetsu.
- ken – guitarras, backing vocals (1992–presente)
  - Instrumentos ocasionais: teclado, pandeireta, vibrafone, auto-harpa, guitarra havaiana
- yukihiro – bateria, percussão (1998–presente)
  - Instrumentos ocasionais: sintetizador

Ex-integrantes
- hiro – guitarras (1991–1992)
- pero – bateria (1991–1992)
- sakura – bateria, percussão (1993–1997)

### P'unk-en-Ciel
- T.E.Z P'UNK – vocais
  - Originalmente usava o nome TETSU P'UNK.
- HYDE P'UNK – guitarra, backing vocals
- YUKI P'UNK – baixo, backing vocals
- KEN P'UNK – bateria

## Discografia
Álbuns de estúdio
- Dune (1993)
- Tierra (1994)
- Heavenly (1995)
- True (1996)
- Heart (1998)
- Ark (1999)
- Ray (1999)
- Real (2000)
- Smile (2004)
- Awake (2005)
- Kiss (2007)
- Butterfly (2012)